# SovLab
SovLab, volledig het Sovjet Verleden Onderzoekslaboratorium (Georgisch: საბჭოთა წარსულის კვლევის ლაბორატორია, Sabtsjota tsarsoelis kvlevis laboratoria), is een op Duits initiatief opgerichte Georgische non-profit organisatie die zich toelegt op het bestuderen van het totalitaire Sovjet-regime in Georgië. De organisatie bevordert de ontwikkeling van het collectieve geheugen in Georgië en de deelname van verschillende groepen in de samenleving aan onderzoek en studie alsmede het begrip van de recente geschiedenis. SovLab werd in 2010 opgericht door historici, journalisten, onderzoekers en geïnteresseerden in het Sovjetverleden van Georgië. 

## Geschiedenis

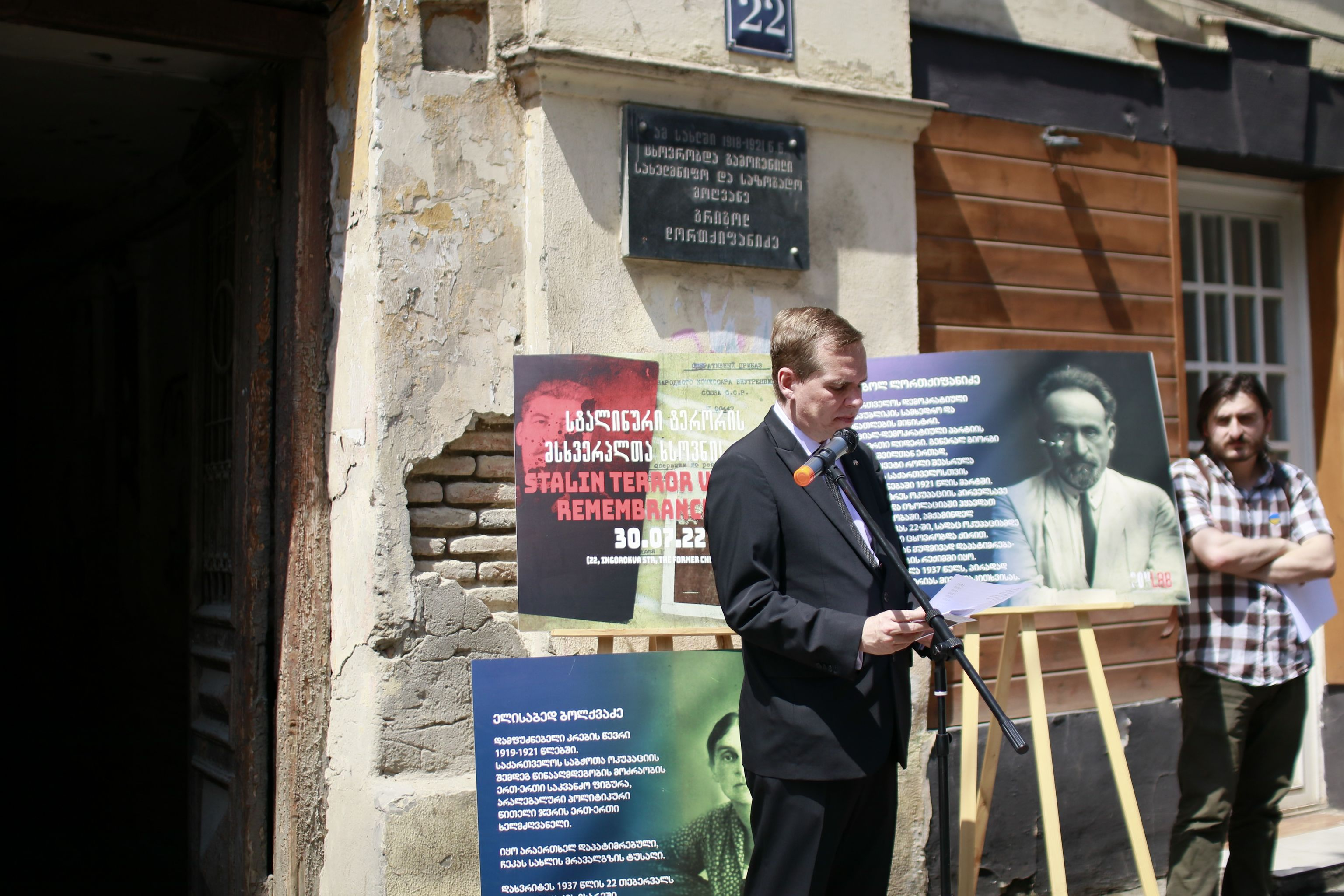
Herdenking van de slachtoffers van Sovjetrepressie, een initiatief van SovLab.

De Duitse Heinrich-Böll-Stiftung nam in 2009 het initiatief om projecten te ontwikkelen over het Sovjetverleden. Hun visie daarbij was dat het maatschappelijke gesprek over het totalitaire deel van de geschiedenis van een land een voorwaarde is om de democratische transitie vorm te kunnen geven. In november 2009 organiseerde de Heinrich-Böll-Stiftung met de internationale samenwerkingstak van de Duitse Vereniging voor Volwassenenonderwijs in Tbilisi de conferentie "Terror Topography - Rethinking Soviet Georgian History (Stalinism, Totalitarianism, Repressions)" met als doel geïnteresseerde en ervaren potentiële partners voor het project te identificeren.
Hieruit ontstond een initiatiefgroep die tot doel had te werken rond het thema stalinisme, terreur en repressie. Op 29 maart 2010 werd de groep geregistreerd als de niet-gouvernementele organisatie "Sovjet Verleden Onderzoekslaboratorium" (SovLab). Het eerste project "Topografie van de Rode Terreur - Tbilisi" was gericht op het lokaliseren en in kaart brengen van locaties in Tbilisi die verband hielden met de terreur en repressie van het stalinisme en waar grootschalige repressie door de Sovjet-Unie werd gepland en uitgevoerd.
Sindsdien heeft de organisatie tientallen onderzoeksprojecten over het Sovjetverleden uitgevoerd. Ook bestudeert SovLab de geschiedenis van de Democratische Republiek Georgië, de eerste Georgische republiek die als gevolg van de invasie van het Rode Leger in 1921  ophield te bestaan, en publiceert het daarover. In 2019 won SovLab de 'Ilia Tsjavtsjavadze Nationale Prijs' voor "bijzondere bijdragen aan de ontwikkeling van de samenleving".

## Activiteiten

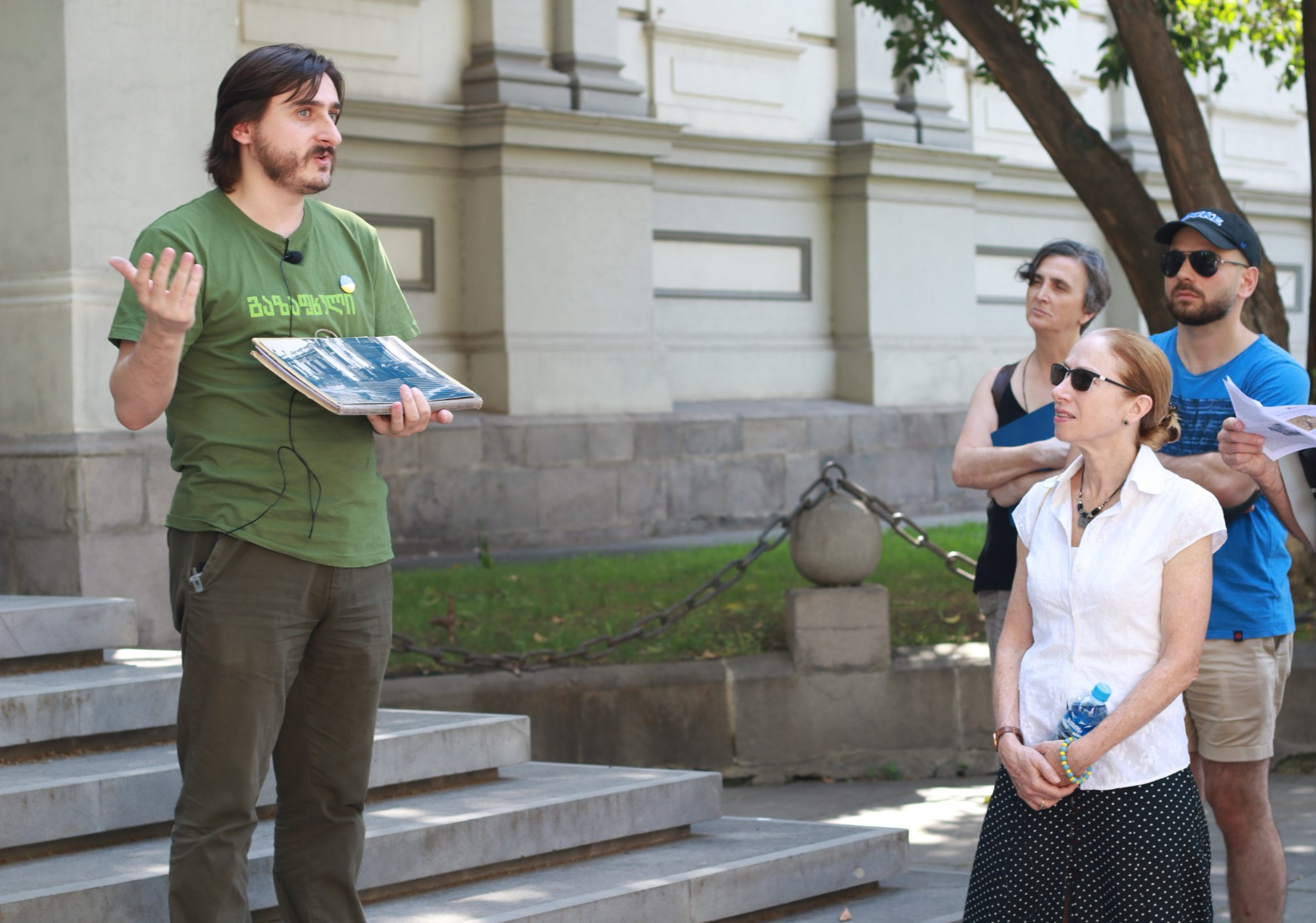
Herdenkingswandeling langs belangrijke politieke plekken in de 20e eeuw van Georgië (r. ambassadeur Kelly Degnan van de VS)

Op basis van de vele onderzoeksprojecten heeft SovLab onder andere boeken uitgegeven, bijvoorbeeld over specifieke aspecten van de Sovjetperiode of gericht op 'verdrongen herinneringen', inclusief de ervaring van gewone mensen. Daarnaast produceert de organisatie documentaires en organiseert het openbare bijeenkomsten, zoals conferenties, openbare debatten, tentoonstellingen en rondleidingen door Tbilisi en andere steden. In 2019 werd SovLab volwaardig lid van EUSTORY, een informeel netwerk van meer dan 20 niet-gouvernementele organisaties die op onderzoek gebaseerde geschiedeniswedstrijden organiseert voor jongeren in Europa. De organisatie bestrijdt ook Russische desinformatie over de Sovjetgeschiedenis en uitingen van Sovjet-nostalgie.
SovLab heeft bijgedragen aan de ontwikkeling van het Museum van onderdrukte schrijvers, een onderdeel van het Schrijvershuis van Georgië dat in 2023 opende en permanente en wisselende exposities over onderdrukte Georgische schrijvers huisvest. Sinds 2018 markeert SovLab 30 juli als herdenkingsdag van de slachtoffers van Sovjetrepressie. Op deze datum in 1937 werd tijdens de Grote Zuivering een decreet van de NKVD uitgevaardigd dat buitenrechtelijke massa-executies mogelijk maakte door het instellen van trojka's die doodvonnissen van honderdduizenden Sovjetburgers zouden tekenen.
In 2020 opende SovLab een publieksarchief van meer dan 200 persoonlijke verhalen van het begin van de Sovjetbezetting in 1921 tot de val van het communisme. Hiertoe heeft het een alternatief digitaal en openbaar archief opgezet om de privé-archieven en documenten van Georgische burgers om te zetten in een open bron van het gemeenschappelijke geheugen. SovLab pleit samen met andere onderzoeksorganisaties voor een betere openstelling van het nationaal archief van Georgië voor onderzoekers naar de Sovjetgeschiedenis.

## Doelstellingen
De taken en doelstellingen van SovLab zijn:
- Heroverweging van de recente geschiedenis door middel van het vergroten van de verantwoordelijkheid van de samenleving tegenover de slachtoffers van totalitaire regimes.
- Rol van individuen in historische processen voorop stellen en individuele ervaringen in het collectieve geheugen van de samenleving bewaren.
- Betrekken van de samenleving bij het bestuderen van de recente geschiedenis om haar zelfbewustzijn van de burgermaatschappij te vergroten.
- Ontwikkelen van de herinneringscultuur en het verbinden van deze herinnering met actuele plaatsen.

Om die doelen te behalen kent de organisatie zes programmatische richtingen: onderzoek, sociaal archief, educatief, Rode Terreur topografie, publicaties en een programma voor het bepleiten en creëren van een gunstige omgeving voor onderzoeksactiviteiten.